# Olympische Sommerspiele 2000/Teilnehmer (Spanien)
| Gelbes Symbol für Goldmedaillen mit stilisierten Olympischen Ringen | Graues Symbol für Silbermedaillen mit stilisierten Olympischen Ringen | Braundes Symbol für Bronzemedaillen mit stilisierten Olympischen Ringen |
| ------------------------------------------------------------------- | --------------------------------------------------------------------- | ----------------------------------------------------------------------- |
| 3                                                                   | 3                                                                     | 5                                                                       |

Spanien nahm an den Olympischen Sommerspielen 2000 in Sydney, Australien, mit einer Delegation von 321 Sportlern, 216 Männer und 105 Frauen, teil.

## Medaillengewinner

### Gold
| Name(n)          | Sportart | Wettkampf             |
| ---------------- | -------- | --------------------- |
| Juan Llaneras    | Radsport | Männer, Punktefahren  |
| Gervasio Deferr  | Turnen   | Männer, Pferdsprung   |
| Isabel Fernández | Judo     | Frauen, Leichtgewicht |

### Silber
| Name(n) | Sportart  | Wettkampf                                 |
| --- | --------- | ----------------------------------------- |
| Rafael Lozano | Boxen     | Halbfliegengewicht                        |
| David Albelda, Iván Amaya, Miguel Angulo, Daniel Aranzubia, Joan Capdevila, Jordi Ferrón, Gabri, Xavi, Jesús María Lacruz, Alberto Luque, Carlos Marchena, Felip Ortiz, Carles Puyol, José María Romero, Ismael Ruiz, Raúl Tamudo, Antonio Velamazán, Unai Vergara | Fußball   | Herrenturnier                             |
| Gabriel Esparza | Taekwondo | Männer, Klasse bis 58 kg (Fliegengewicht) |

### Bronze
| Name(n) | Sportart       | Wettkampf                           |
| --- | -------------- | ----------------------------------- |
| Iñaki Urdangarín, Alberto Urdiales, Andriy Xepkin, Antonio Ortega, Juan Pérez, Antonio Ugalde, Jordi Núñez, Xavier O’Callaghan, Jesús Olalla, Rafael Guijosa, Demetrio Lozano, Enric Masip, David Barrufet, Talant Dujshebaev, Mateo Garralda | Handball       | Herrenwettkampf                     |
| Àlex Corretja & Albert Costa | Tennis         | Männer, Doppel                      |
| María Vasco | Leichtathletik | Frauen, 20 Kilometer Gehen          |
| Margarita Fullana | Radsport       | Frauen, Mountainbike, Cross-Country |
| Nina Zhivanevskaya | Schwimmen      | Frauen, 100 Meter Rücken            |

## Teilnehmer nach Sportarten

### Basketball
- Herrenteam
9. Platz
- Kader
Alberto Angulo
Rodrigo de la Fuente
Ignacio de Miguel
Roberto Dueñas
Jorge Garbajosa
Alberto Herreros
Carlos Jiménez
Raúl López
Juan Carlos Navarro
Alfonso Reyes
Ignacio Rodríguez
Johnny Rogers

### Bogenschießen
- Almudena Gallardo
Frauen, Einzel: 33. Platz

### Boxen
- Rafael Lozano
Superleichtgewicht: Silber

### Fechten
- Alberto Falcón
Männer, Säbel, Einzel: 27. Platz
- Antonio García
Männer, Säbel, Mannschaft: 9. Platz
- Fernando Medina
Männer, Säbel, Einzel: 20. Platz
Männer, Säbel, Mannschaft: 9. Platz
- Jorge Pina
Männer, Säbel, Einzel: 21. Platz
Männer, Säbel, Mannschaft: 9. Platz

### Fußball
- Herrenteam
Silber
- Kader
David Albelda
Iván Amaya
Miguel Ángel Angulo
Daniel Aranzubia
Capdevila
Jordi Ferrón
Gabri
Lacruz
Albert Luque
José Mari
Marchena
Felip Ortiz
Puyol
Ismael Ruiz
Tamudo
Toni
Unai
Xavi
- Reserve (ohne Einsatz)
Iván Ania
Javier Dorado
Jesuli
César Láinez

### Gewichtheben
- Mónica Carrió
Frauen, Schwergewicht: 9. Platz
- Josefa Pérez
Frauen, Mittelgewicht: 7. Platz
- Jon Tecedor
Männer, Superschwergewicht: 13. Platz

### Handball
- Herrenteam
Bronze
- Kader
David Barrufet
Talant Dujshebaev
Mateo Garralda
Rafael Guijosa
Demetrio Lozano
Enric Masip
Jordi Núñez
Xavier O’Callaghan
Jesús Olalla
Antonio Ortega
Juan Pérez
Iñaki Urdangarin
Antonio Ugalde
Alberto Urdiales
Andrei Xepkin

### Hockey
- Herrenteam
9. Platz
- Kader
Jaime Amat Durán
Pol Amat
Xavi Arnau
Jordi Casas
Juan Antonio Dinarés
Juan Escarré
Kiko Fábregas
Rodrigo Garza
Bernardino Herrera
Ramón Jufresa
Kim Malgosa
Xavier Ribas
Ramón Sala
Pep Sánchez
Eddie Tubau
Pablo Usoz
- Damenteam
4. Platz
- Kader
Carmen Barea
Sonia Barrio
Nuria Camón
María del Carmen Martín
Elena Carrión
Erdoitza Goikoetxea
Amanda González
Sonia de Ignacio-Simo
Begoña Larzábal
Lucía López
María del Mar Feito
Nuria Moreno
Silvia Muñoz
Cibeles Romero
Maider Tellería
Elena Urkizu

### Judo
- Sara Álvarez
Frauen, Halbmittelgewicht: Viertelfinale
- Vanesa Arenas
Frauen, Superleichtgewicht: 9. Platz
- Ricardo Echarte
Männer, Halbmittelgewicht: 2. Runde
- Isabel Fernández
Frauen, Leichtgewicht: Gold
- Fernando González
Männer, Mittelgewicht: 7. Platz
- Miren León
Frauen, Halbleichtgewicht: 7. Platz
- Beatriz Martín
Frauen, Schwergewicht: 1. Runde
- Úrsula Martín
Frauen, Mittelgewicht: 5. Platz
- Óscar Peñas
Männer, Superleichtgewicht: Viertelfinale
- Ernesto Pérez
Männer, Schwergewicht: 7. Platz
- Esther San Miguel
Frauen, Halbschwergewicht: 9. Platz
- Kiyoshi Uematsu
Männer, Halbleichtgewicht: 9. Platz

### Kanu
- Esteban Aracama
Männer, Einer-Kajak, Slalom: 18. Platz
- Izaskun Aramburu
Frauen, Vierer-Kajak, 500 Meter: 8. Platz
- José Alfredo Bea
Männer, Zweier-Canadier, 500 Meter: 4. Platz
Männer, Zweier-Canadier, 1000 Meter: 9. Platz
- José Manuel Crespo
Männer, Einer-Canadier, 500 Meter: Halbfinale
Männer, Einer-Canadier, 1000 Meter: Halbfinale
- María Eizmendi
Frauen, Einer-Kajak, Slalom: 14. Platz
- Jon Ergüín
Männer, Einer-Canadier, Slalom: 16. Platz
- María Isabel García
Frauen, Zweier-Kajak, 500 Meter: 7. Platz
- Jovino González
Männer, Einer-Kajak, 500 Meter: 6. Platz
- Toni Herreros
Männer, Zweier-Canadier, Slalom: 10. Platz
- Carles Joanmartí
Männer, Einer-Kajak, Slalom: 19. Platz
- Beatriz Manchón
Frauen, Vierer-Kajak, 500 Meter: 8. Platz
- David Mascató
Männer, Zweier-Canadier, 500 Meter: 4. Platz
Männer, Zweier-Canadier, 1000 Meter: 9. Platz
- Emilio Merchán
Männer, Einer-Kajak, 1000 Meter: 9. Platz
- Ana María Penas
Frauen, Vierer-Kajak, 500 Meter: 8. Platz
- Teresa Portela
Frauen, Einer-Kajak, Slalom: Halbfinale
- Belén Sánchez
Frauen, Zweier-Kajak, 500 Meter: 7. Platz
Frauen, Vierer-Kajak, 500 Meter: 8. Platz
- Marc Vicente
Männer, Zweier-Canadier, Slalom: 10. Platz

### Leichtathletik
- María Abel
Frauen, 10.000 Meter: Vorläufe
- Julia Alba
Frauen, 4 × 400 Meter: Vorläufe
- Ana Isabel Alonso
Frauen, Marathon: 30. Platz
- Antonio Andrés
Männer, 4 × 400 Meter: Vorläufe
- Abel Antón
Männer, Marathon: 53. Platz
- Francisco Benet
Männer, Zehnkampf: DNF
- Miriam Bravo
Frauen, 4 × 400 Meter: Vorläufe
- David Canal
Männer, 400 Meter: Viertelfinale
Männer, 4 × 400 Meter: Vorläufe
- Norfalia Carabalí
Frauen, 400 Meter: Viertelfinale
Frauen, 4 × 400 Meter: Vorläufe
- Carlota Castrejana
Frauen, Dreisprung: 18. Platz in der Qualifikation
- Marco Antonio Cepeda
Männer, 3000 Meter Hindernis: Vorläufe
- José Manuel Cerezo
Männer, 800 Meter: Vorläufe
- Raúl Chapado
Männer, Dreisprung: In der Qualifikation ausgeschieden
- Inma Clopés
Frauen, Siebenkampf: DNF
- Teodoro Cuñado
Männer, 10.000 Meter: Vorläufe
- Andrés Díaz
Männer, 1500 Meter: 7. Platz
- José David Domínguez
Männer, 20 Kilometer Gehen: 35. Platz
- Marta Domínguez
Frauen, 5000 Meter: Vorläufe
- Youssef El-Nasri
Männer, 5000 Meter: Vorläufe
- Francisco Javier Fernández
Männer, 20 Kilometer Gehen: 7. Platz
- Nuria Fernández
Frauen, 1500 Meter: Halbfinale
- Martín Fiz
Männer, Marathon: 6. Platz
- Alberto García
Männer, 5000 Meter: Vorläufe
- Javier García
Männer, Stabhochsprung: 16. Platz in der Qualifikation
- Jesús Ángel García
Männer, 50 Kilometer Gehen: 12-Platz
- Griselda González
Frauen, Marathon: 33. Platz
- Encarnación Granados
Frauen, 20 Kilometer Gehen: 20. Platz
- Juan Carlos Higuero
Männer, 1500 Meter: 8. Platz
- Venancio José
Männer, 100 Meter: Viertelfinale
Männer, 200 Meter: Viertelfinale
- Alberto Juzdado
Männer, Marathon: 42. Platz
- Yago Lamela
Männer, Weitsprung: 19. Platz in der Qualifikation
- María del Mar Sánchez
Frauen, Stabhochsprung: 15. Platz in der Qualifikation
- David Márquez
Männer, 20 Kilometer Gehen: 20. Platz
- Eliseo Martín
Männer, 3000 Meter Hindernis: 6. Platz
- Luis Miguel Martín
Männer, 3000 Meter Hindernis: 5. Platz
- David Martínez
Männer, Diskuswurf: 19. Platz in der Qualifikation
- Manuel Martínez
Männer, Kugelstoßen: 6. Platz
- Mayte Martínez
Frauen, 800 Meter: Halbfinale
Frauen, 4 × 400 Meter: Vorläufe
- Valentí Massana
Männer, 50 Kilometer Gehen: 4. Platz
- Alice Matějková
Frauen, Diskuswurf: 28. Platz in der Qualifikation
- Marta Mendía
Frauen, Hochsprung: 22. Platz in der Qualifikation
- Marta Míguez
Frauen, Speerwurf: 25. Platz in der Qualifikation
- Montxu Miranda
Männer, Stabhochsprung: 9. Platz
- Enrique Molina
Männer, 10.000 Meter: DNF
- Íñigo Monreal
Männer, 400 Meter Hürden: Vorläufe
Männer, 4 × 400 Meter: Vorläufe
- Concepción Montaner
Frauen, Weitsprung: In der Qualifikation ausgeschieden
- María Luisa Muñoz
Frauen, Marathon: 39. Platz
- Mikel Odriozola
Männer, 50 Kilometer Gehen: 24. Platz
- Roberto Parra
Männer, 800 Meter: Vorläufe
- Eva Pérez
Frauen, 20 Kilometer Gehen: 27. Platz
- Martina de la Puente
Frauen, Kugelstoßen: 23. Platz in der Qualifikation
- María Teresa Récio
Frauen, 10.000 Meter: Vorläufe
- José Antonio Redolat
Männer, 1500 Meter: Halbfinale
- José Ríos
Männer, 10.000 Meter: 18. Platz
- Eduardo Iván Rodríguez
Männer, 4 × 400 Meter: Vorläufe
- Natalia Rodríguez
Frauen, 1500 Meter: Vorläufe
- Beatriz Santiago
Frauen, 5000 Meter: Vorläufe
- María Vascó
Frauen, 20 Kilometer Gehen: Bronze

### Radsport
- Miguel Alzamora
Männer, 4000 Meter Mannschaftsverfolgung: 12. Platz
- Fátima Blázquez
Frauen, Straßenrennen, Einzel: 34. Platz
- David Cabrero
Männer, 1000 Meter Einzelzeitfahren: 15. Platz
Männer, Keirin: Halbfinale
- Mercedes Cagigas
Frauen, Straßenrennen, Einzel: 48. Platz
- Juan Carlos Domínguez
Männer, Straßenrennen, Einzel: DNF
- José Antonio Escuredo
Männer, Sprint, Mannschaft: 9. Platz
- Óscar Freire Gomez
Männer, Straßenrennen, Einzel: 16. Platz
- Marga Fullana
Frauen, Mountainbike, Cross-Country: Bronze
- Isaac Gálvez
Männer, 4000 Meter Mannschaftsverfolgung: 12. Platz
Männer, Madison: 13. Platz
- Santos González
Männer, Straßenrennen, Einzel: DNF
Männer, Sprint, Mannschaft: 9. Platz
- José Antonio Hermida
Männer, Mountainbike, Cross-Country: 4. Platz
- José Francisco Jarque
Männer, 4000 Meter Mannschaftsverfolgung: 12. Platz
- Roberto Lezaun
Männer, Mountainbike, Cross-Country: 15. Platz
- Joan Llaneras
Männer, Punktrennen: Gold 
Männer, Madison: 13. Platz
- Miguel Ángel Martín
Männer, Straßenrennen, Einzel: DNF
- Salvador Meliá
Männer, Sprint, Mannschaft: 9. Platz
- Abraham Olano
Männer, Straßenrennen, Einzel: 59. Platz
Männer, Einzelzeitfahren: 4. Platz
- Silvia Rovira
Frauen, Mountainbike, Cross-Country: 14. Platz
- Dori Ruano
Frauen, Einzelzeitfahren: 18. Platz
Frauen, Punkterennen: 7. Platz
- Joane Somarriba
Frauen, Straßenrennen, Einzel: 14. Platz
Frauen, Einzelzeitfahren: 5. Platz
- Toni Tauler
Männer, 4000 Meter Einzelverfolgung: 16. Platz
Männer, 4000 Meter Mannschaftsverfolgung: 12. Platz
- José Antonio Villanueva
Männer, Sprint, Einzel: 6. Platz
Männer, Sprint, Mannschaft: 9. Platz

### Reiten
- Luis Astolfi
Springreiten, Einzel: 64. Platz in der Qualifikation
Springreiten, Mannschaft: 14. Platz
- Ramón Beca
Vielseitigkeit, Mannschaft: 7. Platz
- Beatriz Ferrer-Salat
Dressur, Einzel: 10. Platz
Dressur, Mannschaft: 5. Platz
- Juan Antonio Jiménez
Dressur, Einzel: 19. Platz
Dressur, Mannschaft: 5. Platz
- Ricardo Jurado
Springreiten, Einzel: 56. Platz in der Qualifikation
Springreiten, Mannschaft: 14. Platz
- Rutherford Latham
Springreiten, Einzel: Finale nicht beendet
Springreiten, Mannschaft: 14. Platz
- Lluis Lucio
Dressur, Einzel: 43. Platz
Dressur, Mannschaft: 5. Platz
- Jaime Matossian
Vielseitigkeit, Mannschaft: 7. Platz
- Enrique Sarasola
Vielseitigkeit, Einzel: DNF
Vielseitigkeit, Mannschaft: 7. Platz
- Fernando Sarasola
Springreiten, Einzel: In der Qualifikation ausgeschieden
Springreiten, Mannschaft: 14. Platz
- Rafael Soto Andrade
Dressur, Einzel: 12. Platz
Dressur, Mannschaft: 5. Platz

### Rhythmische Sportgymnastik
- Almudena Cid
Einzel: 9. Platz
- Esther Domínguez
Einzel: 11. Platz in der Qualifikation
- Igone Arribas, Marta Calamonte, Lorena Guréndez, Carolina Malchair, Beatriz Nogalez & Carmina Verdú
Mannschaft: 10. Platz in der Qualifikation

### Rudern
- Mauricio Monteserín & Jaime Ríos
Männer, Doppelzweier: 16. Platz
- Rubén Álvarez & Juan Zunzunegui
Männer, Leichtgewichts-Doppelzweier: 9. Platz

### Schießen
- Jorge González Rodríguez
Männer, Kleinkaliber, Dreistellungskampf: 33. Platz
Männer, Kleinkaliber, liegend: 19. Platz
- María del Pilar Fernández
Frauen, Luftpistole: 16. Platz
Frauen, Sportpistole: 20. Platz
- Sergio Piñero
Männer, Doppeltrap: 17. Platz
- Marina Pons
Frauen, Luftgewehr: 36. Platz
Frauen, Kleinkaliber, Dreistellungskampf: 34. Platz

### Schwimmen
- Angels Bardina
Frauen, 400 Meter Freistil: 24. Platz
Frauen, 4 × 200 Meter Freistil: 13. Platz
- Lourdes Becerra
Frauen, 400 Meter Lagen: 14. Platz
- Juan Benavides Hermosilla
Männer, 4 × 100 Meter Freistil: 15. Platz
- Javier Botello
Männer, 100 Meter Freistil: 28. Platz
Männer, 4 × 100 Meter Freistil: 15. Platz
Männer, 4 × 100 Meter Lagen: 15. Platz
- Natalia Cabrerizo
Frauen, 4 × 200 Meter Freistil: 13. Platz
- Paula Carballido
Frauen, 4 × 200 Meter Freistil: 13. Platz
- María del Carmen Collado
Frauen, 4 × 100 Meter Lagen: 15. Platz
- Jordi Carrasco
Männer, 200 Meter Lagen: 13. Platz
- Santiago Castellanos
Männer, 4 × 100 Meter Lagen: 15. Platz
- Teo Edo
Männer, 1500 Meter Freistil: 24. Platz
- Mireia García
Frauen, 200 Meter Schmetterling: 9. Platz
Frauen, 4 × 100 Meter Lagen: 15. Platz
- Frederik Hviid
Männer, 1500 Meter Freistil: 12. Platz
Männer, 200 Meter Lagen: 15. Platz
- Eduardo Lorente
Männer, 50 Meter Freistil: 23. Platz
Männer, 4 × 100 Meter Freistil: 15. Platz
- Ivette María
Frauen, 200 Meter Rücken: 16. Platz
Frauen, 4 × 100 Meter Lagen: 15. Platz
- Guillermo Mediano
Männer, 200 Meter Rücken: 29. Platz
- Daniel Morales
Männer, 4 × 100 Meter Lagen: 15. Platz
- David Ortega
Männer, 100 Meter Rücken: 15. Platz
Männer, 4 × 100 Meter Lagen: 15. Platz
- Ana Belén Palomo
Frauen, 50 Meter Freistil: 17. Platz
- María Peláez
Frauen, 100 Meter Schmetterling: 29. Platz
Frauen, 200 Meter Schmetterling: 25. Platz
- Jorge Pérez
Männer, 200 Meter Schmetterling: 23. Platz
- Laura Roca
Frauen, 200 Meter Freistil: 24. Platz
Frauen, 4 × 200 Meter Freistil: 13. Platz
Frauen, 4 × 100 Meter Lagen: 15. Platz
- Jorge Ulibarri
Männer, 4 × 100 Meter Freistil: 15. Platz
- Nina Zhivanevskaya
Frauen, 100 Meter Rücken: Bronze 
Frauen, 200 Meter Rücken: 6. Platz

### Segeln
- María del Carmen Vaz
Frauen, Windsurfen: 8. Platz
- Neus Garriga
Frauen, Europe: 4. Platz
- Jorge Maciel
Männer, Windsurfen: 22. Platz
- Luis Martínez
Laser: 11. Platz
- Sandra Azón & Natalia Vía Dufresne
Frauen, 470er: 6. Platz
- José Luis Ballester & Fernando León
Tornado: 9. Platz
- Tunte Cantero & Gustavo Martínez
Männer, 470er: 10. Platz
- Santiago López-Vázquez & Javier de la Plaza
49er: 4. Platz
- José van der Ploeg & Rafael Trujillo
Star: 8. Platz
- Manuel Doreste, Domingo Manrique & Juan Luis Wood
Soling: 15. Platz

### Synchronschwimmen
- Gemma Mengual & Paola Tirados
Frauen, Duett: 8. Platz

### Taekwondo
- Elena Benítez
Frauen, Weltergewicht: 9. Platz
- Gabriel Esparza
Männer, Fliegengewicht: Silber
- Ireane Ruíz
Frauen, Schwergewicht: 8. Platz
- Francisco Zas
Männer, Federgewicht: 11. Platz

### Tennis
- Àlex Corretja
Männer, Einzel: 9. Platz
Männer, Doppel: Bronze
- Albert Costa
Männer, Einzel: 33. Platz
Männer, Doppel: Bronze
- Juan Carlos Ferrero
Männer, Einzel: 5. Platz
- Conchita Martínez
Frauen, Einzel: 17. Platz
Frauen, Doppel: 9. Platz
- Arantxa Sánchez Vicario
Frauen, Einzel: 5. Platz
Frauen, Doppel: 9. Platz
- Magui Serna
Frauen, Einzel: 33. Platz
- Fernando Vicente
Männer, Einzel: 17. Platz

### Triathlon
- Maribel Blanco
Frauen: 24. Platz
- Eneko Llanos
Männer: 23. Platz
- José María Merchán
Männer: DNF
- Iván Raña
Männer: 5. Platz

### Turnen
- Alejandro Barrenechea
Männer, Einzelmehrkampf: 34. Platz
Männer, Mannschaftsmehrkampf:11. Platz in der Qualifikation
Männer, Boden: 36. Platz in der Qualifikation
Männer, Pferdsprung: 58. Platz in der Qualifikation
Männer, Barren: 73. Platz in der Qualifikation
Männer, Reck: 59. Platz in der Qualifikation
Männer, Ringe: 22. Platz in der Qualifikation
Männer, Seitpferd: 66. Platz in der Qualifikation
- Víctor Cano
Männer, Einzelmehrkampf: 31. Platz
Männer, Mannschaftsmehrkampf:11. Platz in der Qualifikation
Männer, Boden: 60. Platz in der Qualifikation
Männer, Pferdsprung: 67. Platz in der Qualifikation
Männer, Barren: 39. Platz in der Qualifikation
Männer, Reck: 48. Platz in der Qualifikation
Männer, Ringe: 52. Platz in der Qualifikation
Männer, Seitpferd: 8. Platz in der Qualifikation
- Saúl Cofiño
Männer, Einzelmehrkampf: 43. Platz in der Qualifikation
Männer, Mannschaftsmehrkampf:11. Platz in der Qualifikation
Männer, Boden: 19. Platz in der Qualifikation
Männer, Pferdsprung: 51. Platz in der Qualifikation
Männer, Barren: 81. Platz in der Qualifikation
Männer, Reck: 66. Platz in der Qualifikation
Männer, Ringe: 60. Platz in der Qualifikation
Männer, Seitpferd: 28. Platz in der Qualifikation
- Omar Cortés
Männer, Einzelmehrkampf: 26. Platz
Männer, Mannschaftsmehrkampf:11. Platz in der Qualifikation
Männer, Boden: 70. Platz in der Qualifikation
Männer, Pferdsprung: 39. Platz in der Qualifikation
Männer, Barren: 46. Platz in der Qualifikation
Männer, Reck: 46. Platz in der Qualifikation
Männer, Ringe: 26. Platz in der Qualifikation
Männer, Seitpferd: 60. Platz in der Qualifikation
- Marta Cusidó
Frauen, Einzelmehrkampf: 76. Platz in der Qualifikation
Frauen, Mannschaftsmehrkampf: 4. Platz
Frauen, Pferdsprung: 56. Platz in der Qualifikation
Frauen, Stufenbarren: 69. Platz in der Qualifikation
Frauen, Schwebebalken: 65. Platz in der Qualifikation
- Gervasio Deferr
Männer, Einzelmehrkampf: 90. Platz in der Qualifikation
Männer, Mannschaftsmehrkampf:11. Platz in der Qualifikation
Männer, Boden: 25. Platz in der Qualifikation
Männer, Pferdsprung: Gold
- Susana García
Frauen, Einzelmehrkampf: 71. Platz in der Qualifikation
Frauen, Mannschaftsmehrkampf: 4. Platz
Frauen, Boden: 39. Platz in der Qualifikation
Frauen, Stufenbarren: 9. Platz in der Qualifikation
Frauen, Schwebebalken: 64. Platz in der Qualifikation
- Laura Martínez
Frauen, Einzelmehrkampf: 12. Platz
Frauen, Mannschaftsmehrkampf: 4. Platz
Frauen, Boden: 11. Platz in der Qualifikation
Frauen, Pferdsprung: 5. Platz
Frauen, Stufenbarren: 19. Platz in der Qualifikation
Frauen, Schwebebalken: 50. Platz in der Qualifikation
- Paloma Moro
Frauen, Einzelmehrkampf: 90. Platz in der Qualifikation
Frauen, Mannschaftsmehrkampf: 4. Platz
Frauen, Boden: 70. Platz in der Qualifikation
Frauen, Pferdsprung: 18. Platz in der Qualifikation
- Sara Moro
Frauen, Einzelmehrkampf: 21. Platz
Frauen, Mannschaftsmehrkampf: 4. Platz
Frauen, Boden: 39. Platz in der Qualifikation
Frauen, Pferdsprung: 41. Platz in der Qualifikation
Frauen, Stufenbarren: 24. Platz in der Qualifikation
Frauen, Schwebebalken: 21. Platz in der Qualifikation
- Esther Moya
Frauen, Einzelmehrkampf: 9. Platz
Frauen, Mannschaftsmehrkampf: 4. Platz
Frauen, Boden: 4. Platz
Frauen, Pferdsprung: 4. Platz
Frauen, Stufenbarren: 22. Platz in der Qualifikation
Frauen, Schwebebalken: 56. Platz in der Qualifikation
- Andreu Vivó
Männer, Einzelmehrkampf: 71. Platz in der Qualifikation
Männer, Mannschaftsmehrkampf:11. Platz in der Qualifikation
Männer, Barren: 17. Platz in der Qualifikation
Männer, Reck: 72. Platz in der Qualifikation
Männer, Ringe: 34. Platz in der Qualifikation
Männer, Seitpferd: 23. Platz in der Qualifikation

### Volleyball (Halle)
- Herrenteam
9. Platz
- Kader
Carlos Luis Carreño
José Antonio Casilla
Enrique de la Fuente
Miguel Ángel Falasca
José Luis Moltó
Rafael Pascual
Cosme Prenafeta
Juan Carlos Robles
Ernesto Rodríguez
Juan José Salvador
Luis Pedro Suela
Alexis Valido

### Volleyball (Beach)
- Javier Bosma & Fabio Díez
Herrenteam: 5. Platz

### Wasserball
- Herrenteam
4. Platz
- Kader
Ángel Luis Andreo
Daniel Ballart
Manuel Estiarte
Pedro Francisco García
Salvador Gómez
Gabriel Hernández Paz
Gustavo Marcos
Daniel Moro
Iván Moro
Sergi Pedrerol
Jesús Miguel Rollán
Javier Sánchez-Toril
Jordi Sans

### Wasserspringen
- Rafael Álvarez
Männer, Kunstspringen: 17. Platz
- José Miguel Gil
Männer, Kunstspringen: 33. Platz
- María Dolores Sáez de Ibarra
Frauen, Turmspringen: 14. Platz
- Leire Santos
Frauen, Turmspringen: 27. Platz
- Rubén Santos
Männer, Turmspringen: 36. Platz